# Centroptilum rotundum
Centroptilum rotundum is een haft uit de familie Baetidae. De wetenschappelijke naam van de soort is voor het eerst geldig gepubliceerd in 1929 door Takahashi.
De soort komt voor in het Palearctisch gebied.